# Епархия Конкордии
Епархия Конкордии (лат. Dioecesis Foroconcordiana) — епархия Римско-Католической церкви с центром в городе Конкордия, Аргентина. Епархия Конкордии входит в митрополию Параны. Кафедральным собором епархии Конкордии является церковь святого Антония Падуанского.

## История
10 апреля 1961 года Папа Римский Иоанн XXIII выпустил буллу «Dum in nonnullis», которой учредил епархию Конкордии, выделив её из архиепархии Параны.

## Ординарии епархии
- епископ Ricardo Rösch (12.06.1961 — 21.08.1976);
- епископ Adolfo Gerstner (24.01.1977 — 2.05.1998);
- епископ Héctor Sabatino Cardelli (2.05.1998 — 21.02.2004), назначен епископом Сан-Николаса-де-лос-Арройоса;
- епископ Luis Armando Collazuol (с 21 июля 2004 года).